# 锑杆菌属
锑杆菌属为分枝杆菌科的一个属。能使锑化物氧化。专性好氧细菌。该属的模式种为锑氧化菌（Stibiobacter senarmontii）。

## 下属物种
- 锑氧化菌 Stibiobacter senarmontii Lyalikova 1974